# Птахмос II
Птахмос II (*XIV ст. до н. е.) — давньоєгипетський державний діяч XVIII династії, верховний жрець Птаха у Мемфісі за володарювання фараонів Аменхотепа II та Тутмоса IV.

## Життєпис
Походив зі знатного роду. Син Тутмоса, чаті Єгипту за Аменхотепа II, та Тауї. Розпочав кар'єру наприкінці правління Тутмоса III. За Аменхотепа II послідовно був на посадах «Очі фараона» в Верхньому Єгипті та «Вуха фараона» у Нижньому Єгипті (на кшталт посланця та споглядача-інспектора). За успішне виконання завдання призначається начальником «Великого Будинку». Слідом стає начальником Мемфісу, що підкреслюло його статус у вищій державній ієрархії.
В якості почесних титулів мав хапі-а та «Особливий супутник фараона», «Той, хто знаходить ві Обох Будинках». Стає верховним жерцем Птаха після смерті Сеннефера. Слідом за цим увійшов до вищої жрецької ради з титулом Божественний батько.
За фараона Тутмоса IV призначається на посаду скарбника фараона та «Той, хто на чолі площі Розета» (відповідав за керування некрополем Гізи). Невдовзі обійняв посаду Начальника над усіма пророками Верхнього та Нижнього Єгипту. Відновив перевагу мемфіського жрецтва над фіванським.
Помер наприкінці правління Тутмоса IV. Поховано в гробниці в некрополі Саккара.